# Svenja Huth
Svenja Huth (Alzenau, Alemania, 25 de enero de 1991) es una futbolista alemana. Juega como delantera y su equipo actual es el VfL Wolfsburgo de la Bundesliga de Alemania.

## Clubes
| Club                   | País     | Año           |
| ---------------------- | -------- | ------------- |
| 1. FFC Frankfurt       | Alemania | 2007-2015     |
| 1. FFC Turbine Potsdam | Alemania | 2015-2019     |
| VfL Wolfsburgo         | Alemania | 2019-presente |

## Títulos

### Bundesliga
| Título     | Club             | País     | Temporada |
| ---------- | ---------------- | -------- | --------- |
| Bundesliga | 1. FFC Frankfurt | Alemania | 2007-2008 |

### Copa de Alemania
| Título           | Club             | País     | Temporada |
| ---------------- | ---------------- | -------- | --------- |
| Copa de Alemania | 1. FFC Frankfurt | Alemania | 2007-2008 |
| Copa de Alemania | 1. FFC Frankfurt | Alemania | 2010-2011 |
| Copa de Alemania | 1. FFC Frankfurt | Alemania | 2013-2014 |

### Campeonatos internacionales
| Título                                        | Equipo                | Sede              | Año  |
| --------------------------------------------- | --------------------- | ----------------- | ---- |
| Campeonato Europeo Femenino Sub-17 de la UEFA | Selección de Alemania | Suiza             | 2008 |
| Liga de Campeones Femenina de la UEFA         | 1. FFC Frankfurt      | Suecia / Alemania | 2008 |
| Copa Mundial Femenina de Fútbol Sub-20        | Selección de Alemania | Alemania          | 2010 |
| Copa de Algarve                               | Selección de Alemania | Portugal          | 2012 |
| Eurocopa Femenina                             | Selección de Alemania | Suecia            | 2013 |
| Liga de Campeones Femenina de la UEFA         | 1. FFC Frankfurt      | Alemania          | 2015 |
| Juegos Olímpicos                              | Selección de Alemania | Río de Janeiro    | 2016 |